# براندي ديفيس
براندي ديفيس (بالإنجليزية: Brandy Davis)‏ هو لاعب كرة قاعدة أمريكي، ولد في 10 سبتمبر 1927 في نيوارك في الولايات المتحدة، وتوفي بنفس المكان في 12 يونيو 2005.

## وصلات خارجية
- براندي ديفيس على موقعبيزبول رفرنس.كوم (الدوري الرئيسي) (الإنجليزية)
- براندي ديفيس على موقعبيزبول رفرنس.كوم (الدوري الثانوي) (الإنجليزية)